# Список озер Белізу

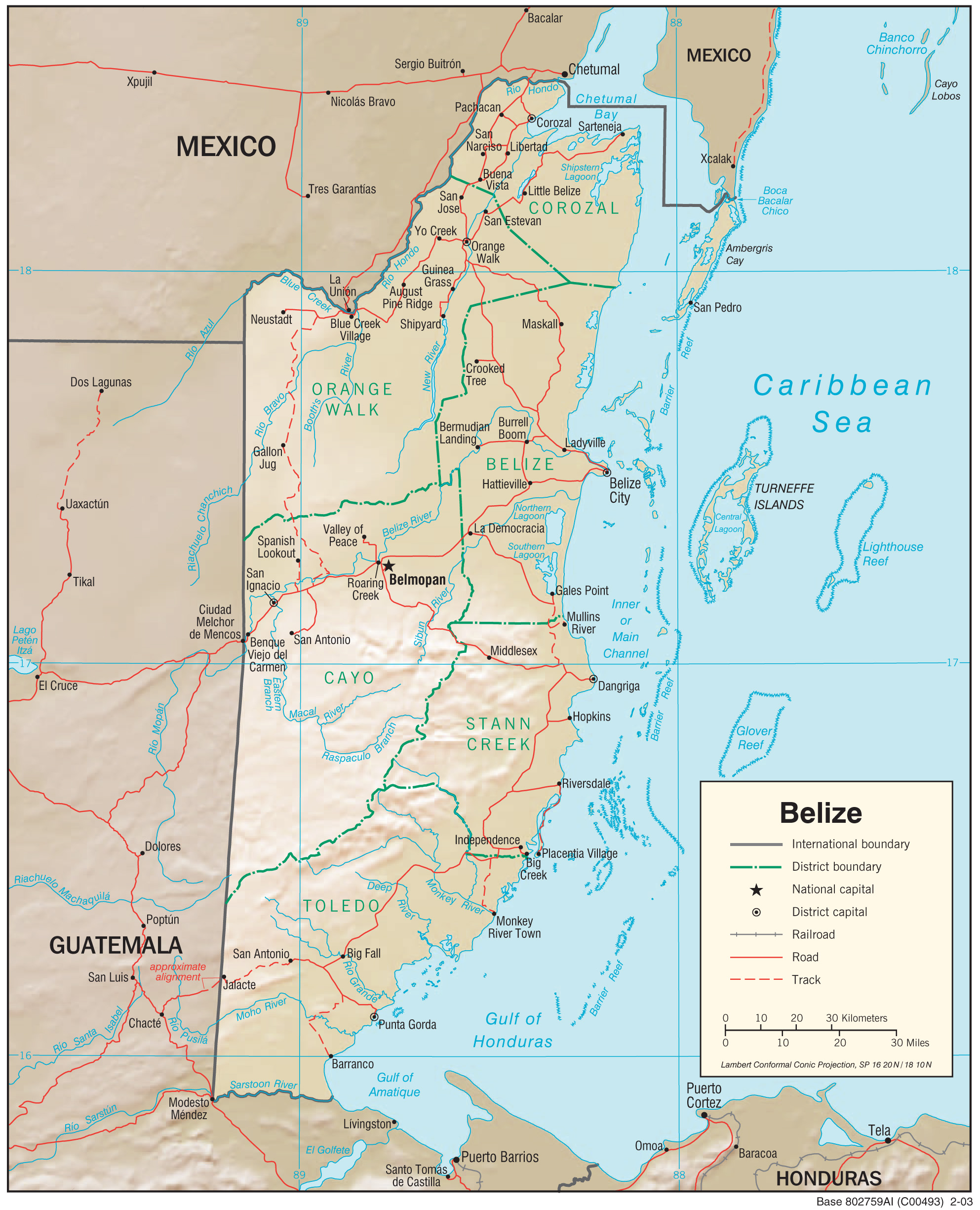
Гідрологічна карта Белізу

Список озер Белізу — перелік озер та лагун Белізу. У списку містяться данні про найбільші озера та лагуни Белізу та їх притоки. Гідрологія Белізу складається з 200 великих озер, одні стікають до Карибського моря, а інші є безстоковими (що через карстові породи втрачають водний ресурс).

## Перелік озер
| Назва            | Округ    | Притока   | Стік           |
| ---------------- | -------- | --------- | -------------- |
| Шіпстер Лагуна   | Коросаль |           | Карибське море |
| Прогрессо Лагуна | Коросаль | Фрешвотер | Сан-Хуан Канал |